# Sára Botond
Sára Botond (teljes nevén Sára Botond Attila;  (Budapest, 1979. április 21. -) magyar jogász, Budapest Főváros főispánja

## Életpályája
Középiskolai tanulmányait a  Pannonhalmi Bencés Gimnáziumban végezte.
A Pázmány Péter Katolikus Egyetemen szerzett jogi diplomát. Ezt követően egy ügyvédi irodánál helyezkedett el, majd külföldön szerzett ügyvédi gyakorlatot. Ezután egyéni ügyvéd lett.
2011. április 1-jétől Budapest VIII. kerületének önkormányzatánál dolgoztt, kezdetben a Polgármesteri Kabinet jogi referenseként, majd vezetőjeként.  2012-ben a kerület alpolgármestere lett.
2014 októberében a Százados negyed önkormányzati képviselőjévé választották.
2018-ban Kocsis Máté lemondott a polgármesterségről, mivel országgyűlési képviselő lett; a nyáron megtartott időközi választást  Sára Botond (Fidesz – Magyar Polgári Szövetség) nyerte meg. A 2019-es önkormányzati választásokat az összellenzéki Pikó András nyerte meg, így 2019 októberében ő váltotta Sára Botondot a polgármesteri székben.
2020 januárja óta Budapest Főváros Kormányhivatalát vezeti, előbb kormány-megbízottként, majd 2022 júliusa óta főispánként.

Bár 2024 júniusában az önkormányzati választáson mandátumot nyert a Fővárosi Közgyűlésbe, az összeférhetetlenség miatt választania kellett fővárosi mandátuma és főispáni tisztsége között. Ellentétes értelmű 2024 júniusi illetve októberi sajtóértesülések ellenére végülis a főispáni tisztség megtartása mellett döntött.
Intézkedései és nyilatkozatai miatt több pert elveszített, pl. Pikó András polgármesterrel illetve Iványi Gáborral szemben.

## Nyelvismerete
- Angol
- Latin